# الخطوط الجوية الدولية الأوكرانية الرحلة 752
رحلة الخطوط الجوية الدولية الأوكرانية 752 (PS752) كانت رحلة ركاب دولية مجدولة من طهران إلى كييف تديرها الخطوط الجوية الدولية الأوكرانية. في 8 يناير 2020، أسقط الحرس الثوري الإيراني الطائرة وهي من طراز بوينغ 737-800 بعد وقت قصير من إقلاعها من مطار الإمام الخميني الدولي في طهران وعزا الحادث إلى خطأ بشري. وصف الرئيس الإيراني حسن روحاني الحادث في وقت لاحق بأنه «خطأ لا يُغتفر». قُتل جميع ركاب الطائرة البالغ عددهم 176 راكباً، مما يجعلها أكثر الكوارث الجوية دموية في إيران منذ حادث تحطم طائرة إيران إليوشن إي أل-76 عام 2003 والتي راح ضحيتها 275 شخص. يُعد هذا الحادث أول حادث طيران قاتل منذ بدء تشغيل الخطوط الجوية الدولية الأوكرانية في عام 1992. وأسوأ حادثة إسقاط طائرة في إيران منذ الرحلة الجوية 655 في عام 1988. والأسوأ منذ إسقاط طائرة الخطوط الجوية الماليزية الرحلة 17 في عام 2014.
في البداية نفت سلطات الطيران الإيرانية إصابة الطائرة قائلة إن هناك خطأ تقني في الطائرة. ذكرت السلطات الأوكرانية بعد مسايرتها في البداية إلى التفسير الإيراني، إن إسقاط الطائرة بصاروخ كان أحد النظريات الرئيسية التي تعمل عليها. صرح المسؤولون الأمريكيون والكنديون والبريطانيون بأنهم يعتقدون أن الطائرة قد أسقطها صاروخ أرض جو من طراز تور M1 أطلقته إيران. بعد ثلاثة أيام، في 11 يناير، ذكر فيلق الحرس الثوري بأنهم أسقطوا الطائرة بعد أن اعتقدوا خطأً بأنها صاروخ كروز أمريكي.
وقع الحادث خلال فترة من التوتر المتزايد بين الولايات المتحدة وإيران بعد خمسة أيام من غارة جوية بطائرة بدون طيار أسفرت عن مقتل اللواء قاسم سليماني وبعد ساعات من الهجمات الصاروخية الانتقامية التي شنتها إيران على القوات الأمريكية في العراق. وسبقه أمر من إدارة الطيران الفيدرالية الأمريكية بتجنب جميع الطائرات المدنية الأمريكية المجال الجوي الإيراني وتلاه أوامر مماثلة من قبل العديد من الدول وشركات الطيران الأخرى.

## الرحلة والحادث
كانت الرحلة التي تشغلها شركة الخطوط الجوية الدولية الأوكرانية، وهي الناقل الوطني وأكبر شركة طيران في أوكرانيا، على متن رحلة مجدولة من مطار الإمام الخميني الدولي في العاصمة طهران إلى مطار بوريسبيل الدولي في العاصمة الأوكرانية كييف. وكانت الطائرة تقل 176 شخصًا من بينهم 15 طفلاً و9 من أفراد الطاقم.
كان من المفترض أن تُقلع الرحلة 752 في الساعة 05:15 بالتوقيت المحلي، إلا أنها تأخرت لمدة ساعة تقريبًا. أقلعت من طهران الساعة 06:12 بالتوقيت المحلي وكان من المتوقع أن تهبط في كييف في الساعة 08:00 بالتوقيت المحلي. لا تظهر بيانات الرحلة من فلايت رادار 24 أي اختلاف في بيانات السرعة أو الارتفاع عما تعرضه رحلة عادية. كانت بيانات إيه دي إس-بي النهائية الواردة الساعة 06:14 بعد أقل من 3 دقائق من المغادرة. ووفقًا للبيانات كان آخر ارتفاع مسجل هو ارتفاع 2,415 متر (7,923 قدم) فوق مستوى سطح البحر مع سرعة أرضية تبلغ 275 عقدة (509 كم/س)، علما بأن أرض المطار على ارتفاع 3,305 قدم فوق مستوى سطح البحر، مما يجعل الارتفاع المطلق يبلغ 4,620 قدمًا. وكانت الطائرة تعلو عندما انتهى سجل الارتفاع فجأة. هناك مقطع فيديو نُشر على وسائل التواصل الاجتماعي يُظهر لحظة السقوط؛ ويظهر في الفيديو اشتعال النيران في الطائرة عندما بدأت في السقوط، مع تفكك بعض أجزائها في الجو؛ قبل أن تتحطّم في المنطقة بين برند و‌شهريار ومن ثمّ انفجرت. لم تؤكد وكالة أنباء الطلبة الإيرانية صحّة الفيديو، لكنها ذكرت أن الطائرة كانت تحترق قبل تحطمها، مما أدى إلى تكهنات بإسقاط مُحتمل.
بعد وقت قصير من الحادث، وصلت قوات الطوارئ مع 22 سيارة إسعاف وأربعة حافلات إسعاف، وطائرة هليكوبتر، وحالت الحرائق والنيران الكثيفة دون محاولة الإنقاذ. وتناثر الحطام على مساحة واسعة، ولم يُعثر على ناجين في موقع التحطم الذي مركزه 35 ° 33'40.0 "N 51 ° 06'14.0" E، وطُمست كل معالم الطائرة بسبب الصدمة.

## الطائرة

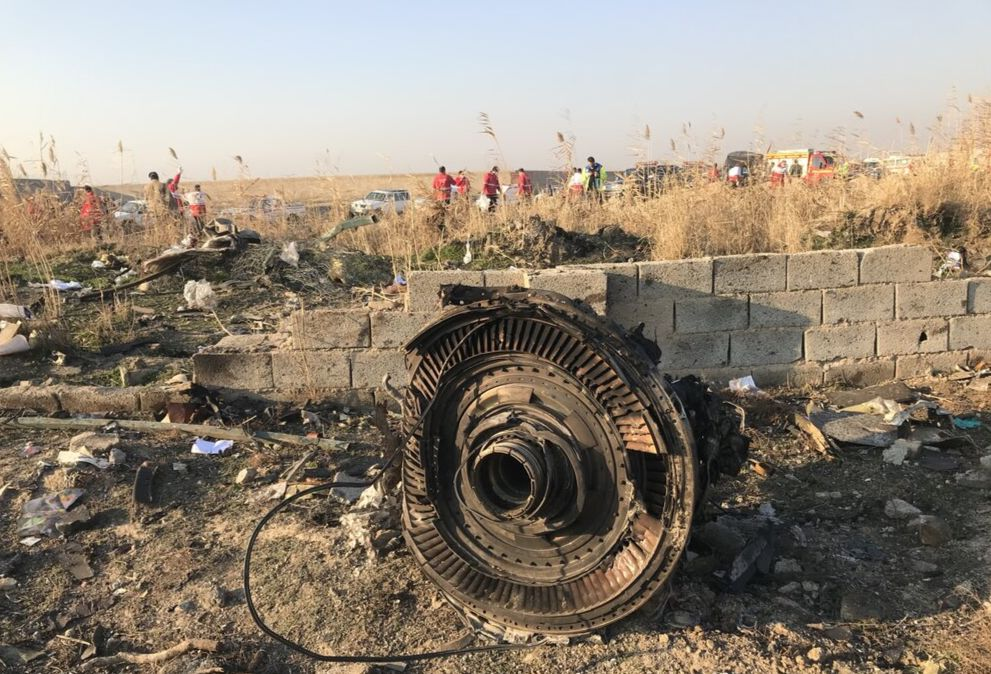
حطام الرحلة 752 مع وجود قرص التوربينات المحرك في المقدمة

كانت الطائرة من طراز بوينج 737-8KV، وتحمل الرقم التسلسلي 38124، تسجيل UR-PSR. كان عمرها 3 سنوات و7 أشهر وقت تحطمها. كانت الطائرة قد حلقت لأول مرة في 21 حزيران/يونيو 2016. سُلّمت إلى شركة الطيران في 19 تموز/يوليو 2016 وكانت أول طائرة مملوكة لشركة الطيران.

## الركاب والطاقم
وفقًا للمتحدث الرسمي باسم منظمة الطيران الإيرانية، كان العدد الدقيق للأشخاص الذين كانوا على متن الطائرة هو 176 راكبًا إضافة إلى الطاقم وعدده تسعة أفراد. وكانت وسائل الإعلام الرسمية قد ذكرت في البداية أن الطائرة كانت تحمل 180 شخصًا. ذكرت وكالة أنباء الطلاب الإيرانية أن معظم الركاب من الإيرانيين، لكن بعض الأجانب كانوا أيضًا على متن الطائرة. أكد المسؤولون أن ما لا يقل عن 130 شخصًا إيرانيًا كانوا على متنها، معظمهم كانوا طلابًا يعودون إلى دول أوروبية وكندا عبر أوكرانيا، بعد عطلة الشتاء.

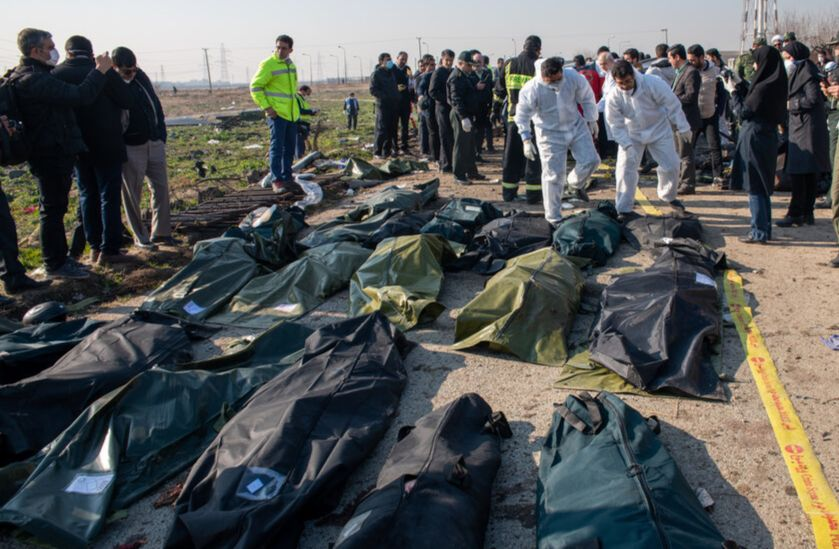
رفات ضحايا الرحلة 752

أفادت شركة Obozrevatel الإعلامية الأوكرانية ومقرها كييف أنه من بين 176 راكبا، تأكد أن 82 منهم من الإيرانيين، و63 من الكنديين، و3 من البريطانيين، و6 من الأفغان، و8 من السويديين، و4 من الألمان، وورد أن 15 من الأوكرانيين كانوا على متنها. هذا التباين يرجع إلى أن كثيرين من الركاب كانوا يحملون جنسية مزدوجة، وكذلك لأن إيران تعتبر المواطنين مزدوجي الجنسية كمواطنين إيرانيين. أكد مجلس الأمن الأوكراني أن هناك 11 من الأوكرانيين، بما في ذلك أفراد الطاقم وعددهم 9، قتلوا في الحادث.
أصدرت وزارة الخارجية الأوكرانية بيانًا بأعداد الركاب وأفراد الطاقم على النحو التالي: 82 إيرانيًا و63 كنديًا و11 أوكرانيًا و10 سويديين و4 أفغان و3 ألمان و3 بريطانيين.
| الجنسية | الركاب | الطاقم | المجموع |
| ------- | ------ | ------ | ------- |
| إيراني  | 82     | 0      | 82      |
| كندي    | 63     | 0      | 63      |
| أوكراني | 2      | 9      | 11      |
| سويدي   | 10     | 0      | 10      |
| أفغاني  | 4      | 0      | 4       |
| ألماني  | 3      | 0      | 3       |
| بريطاني | 3      | 0      | 3       |
| المجموع | 167    | 9      | 176     |

أصدرت الخطوط الجوية الدولية الأوكرانية معلومات الطاقم من خلال حسابها على فيسبوك (Fly UIA).
يتكون طاقم الرحلة من ثلاثة طيارين هم:
- الكابتن: فولوديمير غابونينكو (11600 ساعة على متن طائرة بوينج 737 بما في ذلك 5500 ساعة كقبطان)
- الطيار المدرب: أوليكسي ناومكين (12000 ساعة على متن طائرة بوينج 737 بما في ذلك 6600 ساعة كقبطان)
- الضابط الأول: سيرهي خومينكو (7600 ساعة على متن طائرة بوينج 737)

ويضمّ طاقم الطائرة ستة من طاقم الضيافة هم:
- إيهور ماتكوف
- كاترينا ستاتنيك
- ماريا ميكتيوك
- فاليريا اوفشاروك
- يوليا سولوهوب
- دينيس ليخنو

## ما بعد الكارثة

### ردود الفعل
وقعت الكارثة وسط أزمة سياسية متصاعدة بين الولايات المتحدة وإيران في الخليج العربي، بعد ساعات من إطلاق الحرس الثوري الإيراني 15 صاروخًا باتجاه القواعد الجوية العسكرية الأمريكية في العراق ردًا على غارة جوية شنتها الولايات المتحدة على مطار بغداد الدولي في 3 يناير أدت إلى مقتل قاسم سليماني. في الساعات الأولى بعد الحادث، كتبت حسابات تويتر إيرانية دون تقديم دليل على أن الطائرة الإيرانية أُسقطت عن طريق الخطأ. وكتبت قناة الحدث، وهي قناة إخبارية مقرها دبي، أن الصواريخ المضادة للطائرات أسقطت الطائرة. لكن وكالة الأنباء الإيرانية (ISNA) وغيرها من وكالات الأنباء الحكومية الإيرانية ذكرت أن الطائرة كانت تواجه صعوبات تقنية. في أعقاب الحادث مباشرة، صرح الرئيس الأوكراني فولوديمير زيلينسكي بأنه لا ينبغي أن يكون هناك أي تكهنات حول سبب التحطم.
قالت الخطوط الجوية الدولية الأوكرانية إن الرحلات الجوية إلى طهران قد تم تعليقها إلى أجل غير مسمى بعد فترة وجيزة من الحادث، حيث لم تعد الرحلات الجوية متوفرة بعد يوم حادثة. وقالت شركة الطيران إنه تم فحص الطائرة قبل أيام من الحادث وأنه لم يتم العثور على أي عيوب بها.
أعرب الرئيس الأوكراني فولوديمير زيلينسكي عن تعازيه لأقارب الضحايا. وذكر المسؤولون أنه سيوقف زيارته إلى سلطنة عمان بسبب الحادثة. وأضاف الرئيس زيلينسكي في وقت لاحق أن العديد من الطائرات قد أعدت في كييف للسفر إلى طهران لنقل الموتى.
ونظرًا للخسائر الكبيرة في الأرواح الكندية، أعرب وزير الشؤون الخارجية الكندي فرانسوا فيليب شامبانيا ووزير النقل مارك غارنو عن تعاطفهما مع الضحايا. أعلن تشابمان أنه على اتصال بالحكومة الأوكرانية وأعلن جارنو أن كندا تعرض المساعدة في التحقيق.
قالت وزارة الخارجية البريطانية إنها تشعر بحزن عميق لفقدان الأرواح وتسعى بشكل عاجل إلى تأكيد حول عدد الرعايا البريطانيين الذين كانوا على متنها. وأصدرت وزارة الخارجية التركية بيانًا قالت فيه إنها حزينة للغاية وأعربت عن تعازيها للعائلات التي فقدت أرواحها، وكذلك «للحكومات والشعبين الصديقين لأوكرانيا وإيران».
قامت العديد من شركات الطيران بإعادة توجيه الرحلات الجوية التي حلقت فوق إيران، أو إلغاء الرحلات الجوية إلى إيران. وأعادت الخطوط الجوية السنغافورية وشركة كانتاس توجيه رحلاتها لتجنب الأجواء الإيرانية. أفادت تقارير أن طيران أستانا وخطوط سكات الجوية يرتبان إعادة توجيه الرحلات الجوية. وألغت الخطوط الجوية الفرنسية، وفلاي دبي، وكيه إل إم، ولوفتهانزا، وشركة الخطوط الجوية الدولية الأوكرانية رحلاتها إلى إيران. ذكرت الخطوط الجوية القطرية أن رحلاتها ستعمل كما هو مقرر، لكن سيتم مراقبة الموقف. ومنعت إدارة الطيران الفيدرالية في الولايات المتحدة جميع الطائرات المدنية الأمريكية من التحليق فوق إيران والعراق وخليج عمان والخليج العربي.
كما قال رئيس الوزراء الكندي في لقاء صحفي يوم 9 يناير أنه قد وصلته معلومات استخباراتية تفيد أن الطائرة قد أسقطت بصاروخ، وأنه قد يكون ذلك قد حدث عن طريق الخطأ. ولقد أظهر فيديو، جرى توثيقه من وسائل إعلام غربية، لحظة إصابة الطائرة بصاروخ فوق طهران، مما أدى لانفجارها فورا ومقتل كل من على متنها.
كما عبر رئيس الحكومة السويدية، ستيفان لوفين، عن حزنه الشديد وقال في بيان رسمي حول الطائرة الأوكرانية: «إن إسقاط طائرة مدنية سواء عن طريق الخطأ أم لا هو عمل يجب إدانته ويجب على إيران تحمل المسؤولية الكاملة فيما يتعلق بالمتضررين كذلك أن ما حدث أمر فظيع ومرعب».
اعلنت الولايات المتحدة وكندا وبريطانيا واستراليا إن الطائرة أسقطت بصاروخ أرض-جو.

## احتمال إحالة القضية إلى محكمة العدل الدولية
في 22 يونيو 2020، قال رئيس جمهورية أوكرانيا، فلاديمير زلينسكي: لقد مرت خمسة أشهر منذ هجوم صاروخي على طائرة الأوكرانية. لم تقم إيران بتسليم الصناديق السوداء للطائرة الأوكرانية فحسب، بل فشلت أيضًا في الوفاء بالتزاماتها تجاه عائلات الضحايا. لا يقتصر اهتمام سلطات الجمهورية الإسلامية على عدم تسليم الصناديق السوداء، حتى أن مسؤولي جمهورية إيران الإسلامية لم يعتذروا رسميًا عن هجومهم الصاروخي. وأضاف أنه إذا لم تمتثل إيران لهذه الالتزامات، فسترفع الأمر إلى محكمة العدل الدولية.

## التحقيق

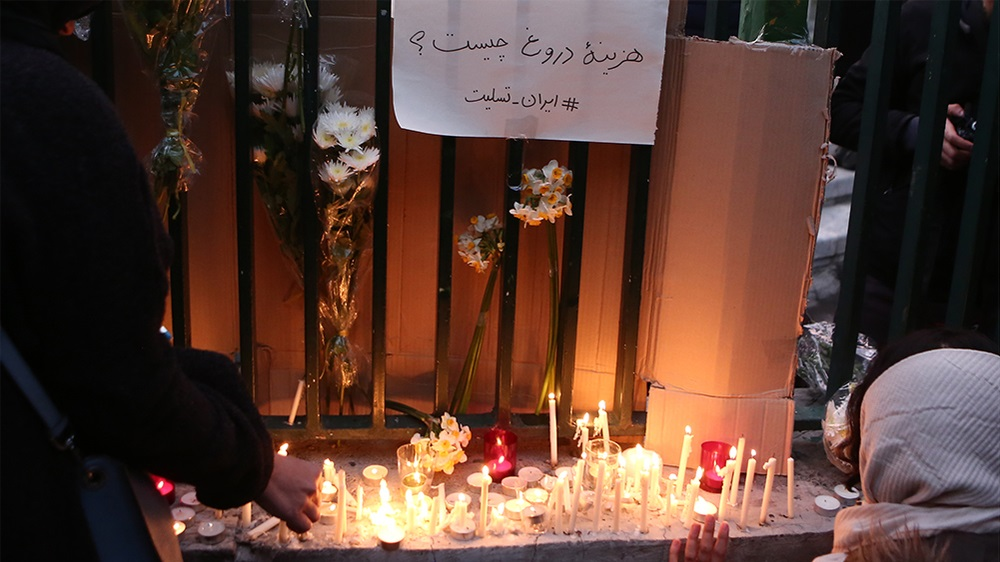
تجمع في جامعة أمير كبير للتكنولوجيا فوق الزهور والشموع المضاءة يظهر إشعار «ما هي تكلفة الكذب؟»

قال المتحدث الرسمي باسم منظمة الطيران المدني الإيراني، رضا جعفر زاده في 8 يناير 2020 أنه أرسل فريق من المحققين إلى موقع التحطم. وقال رئيس لجنة الحوادث في منظمة الطيران المدني الإيراني إنه لم يتلق أي رسالة طارئة من الطائرة قبل تحطمها. أفيد أنه تم استعادة الصناديق السوداء للطائرة (مسجل صوت قمرة القيادة ومسجل بيانات الرحلة)، ولكن منظمة الطيران المدني الإيراني رفضت تسليم الأجهزة إلى شركة بوينج. وقال المتحدث علي عابد زاده إنه ليس من الواضح إلى أي بلد سيتم إرسال الصندوق حتى يمكن تحليل بياناته. وبموجب القواعد القياسية لمنظمة الطيران المدني الدولي، سوف يشارك المجلس القومي الأمريكي لسلامة النقل في التحقيق، حيث يمثلون الشركة المصنعة للطائرة. وسيشارك مكتب فرنسا للدراسات الأمنية والحماية المدنية بصفته ممثلًا لمُصنعي محركات الطائرات، وستشارك وزارة البنية التحتية في أوكرانيا كممثلين للدولة التي تم تسجيل الطائرة فيها. ولكن نظرًا للتوترات الحالية في إيران فليس من المعروف كيف ستشارك هذه المنظمات، على الرغم من أن إيران ذكرت أن السلطات الأمريكية والفرنسية والأوكرانية ستشارك.
في 8 يناير 2020، قالت الحكومة الأوكرانية إنها سترسل خبراء إلى طهران للمساعدة في التحقيق. وأصدر الرئيس الأوكراني فولوديمير زيلينسكي تعليماته للمدعي العام الأوكراني بفتح تحقيق جنائي في الحادث. وقالت السفارة الأوكرانية في إيران إن التفاصيل الأولية تشير إلى عطل في المحرك. كما أصدرت بيانًا يستبعد الإرهاب، لكنها سرعان ما أزالت البيان. وفي وقت لاحق من نفس اليوم، قالت السفارة الأوكرانية في إيران إن أي شيء ممكن، ورفضت استبعاد أن تكون الطائرة قد أصيبت بصاروخ.
قالت وزارة الطرق والنقل الإيرانية في 8 يناير 2020 إن الطائرة اشتعلت فيها النيران بعد اندلاع حريق في أحد محركاتها، مما تسبب في فقد الطيار السيطرة وتحطمها على الأرض.
وذكر بيان صادر من السفارة الأوكرانية في طهران أن «عطلا في المحرك»، وليس هجوما بصاروخ أو عملا إرهابيا، تسبب في تحطم طائرة الركاب.
ولكن، بعد ساعات، أصدرت السفارة بيانا ثانيا، حذفت فيهِ الإشارة إلى تحطمها بسبب عطل في المحرك.
وبدا أن هناك بلبلة كثيرة رافقت حادثة تحطم الطائرة، خاصة أنها تزامنت مع إطلاق إيران صواريخ باليستية على قواعد تستضيف قوات أميركية في العراق. ومما زاد الأمر غموضاً هو أن قائد الطائرة لم يعلن حالة الطوارئ، ورفضت إيران تسليم الصندوقين الأسودين لشركة «بوينغ».
كما انتشر فيديو للحظة إصابة الطائرة، من كاميرا هاتف لأحد الشهود على الأرض، على وسائل التواصل الاجتماعي، قبل أن تؤكد ذلك صحيفة «نيويورك تايمز» توثيقه لحظة ضرب الطائرة بالصاروخ، ونشر الفيديو على تطبيق تيليغرام، قبل أن تؤكد الصحيفة الأميركية أنه بالفعل يوثق لحظة ضرب الطائرة بصاروخ إيراني. وتم التحقق منه، وأنه يظهر لحظة ضرب صاروخ إيراني للطائرة فوق منطقة باراند، قرب مطار طهران، وهي المنطقة التي توقفت فيها طائرة الركاب الأوكرانية عن إرسال الإشارة قبل تحطمها، وتسبب الصاروخ بانفجار صغير عند ضربه للطائرة، ولم تنفجر بعدها الطائرة فورا، بل واصلت التحليق لعدة دقائق عائدة باتجاه المطار، قبل أن تنفجر وتتحطم فجأة، وفقا لمحللي صحيفة «نيويورك تايمز». وعلى أثر ذلك دعت إيران كندا يوم الخميس 9 يناير لتبادل المعلومات مع طهران بشأن الطائرة الأوكرانية المنكوبة بعد أن قال رئيس الوزراء الكندي جاستين ترودو إن أوتاوا لديها معلومات مخابرات تشير إلى أنها أصيبت بصاروخ إيراني.
ثم صرح رئيس وزراء بريطانيا بوريس جونسون إن هناك أدلة على أن الطائرة التي تحطمت في إيران أُسقطت بصاروخ أرض جو ربما أُطلق دون قصد.
في الساعة الرابعة صباحاً بتوقيت غرينتش بتاريخ 11 يناير 2020 أعلن التلفزيون الإيراني أن الحرس الثوري أسقط الطائرة عن طريق الخطأ بصاروخ قصير المدى.
في 2 فبراير، كشف تسجيل صوتي مسرب عن تفاصيل جديدة حول تحطم طائرة ركاب أوكرانية. في تبادل معلومات فارسي، سمع طيار إيراني يبلغ مراقبًا جويًا في مطار طهران بأنه شاهد وميضًا في السماء، مثل انفجار صاروخي. بعد التسريب اتهم الرئيس الأوكراني فولوديمير زيلينسكي إيران بأنها كانت على علم منذ البداية بأن الطائرة قد سقطت بصاروخ.